# Oncholaimus campbelli
Oncholaimus campbelli is een rondwormensoort uit de familie van de Oncholaimidae.